# 布桑斯
布桑斯（法語：Boussens，法語發音：[busɛ̃s]）是法国上加龙省的一个市镇，属于米雷区。

## 地名
该地名“Boussens”发音为[busɛ̃s]，末尾字母“s”发音，《世界地名翻译大辞典》与《世界地名译名词典》将其误译作“布桑”。

## 地理
布桑斯（43°10'33"N, 0°58'22"E）面积4.33 平方千米，位于法国奧克西塔尼大區上加龙省，该省份为法国西南部内陆省份，西南端与西班牙接壤，自此顺时针与上比利牛斯省、热尔省、塔恩-加龙省、塔恩省、奥德省和阿列日省接壤。
与布桑斯接壤的市镇（或旧市镇、城区）包括：马特尔托洛萨讷、勒弗雷谢、芒西乌、加龙河畔罗克福尔。
布桑斯的时区为UTC+01:00、UTC+02:00（夏令时）。

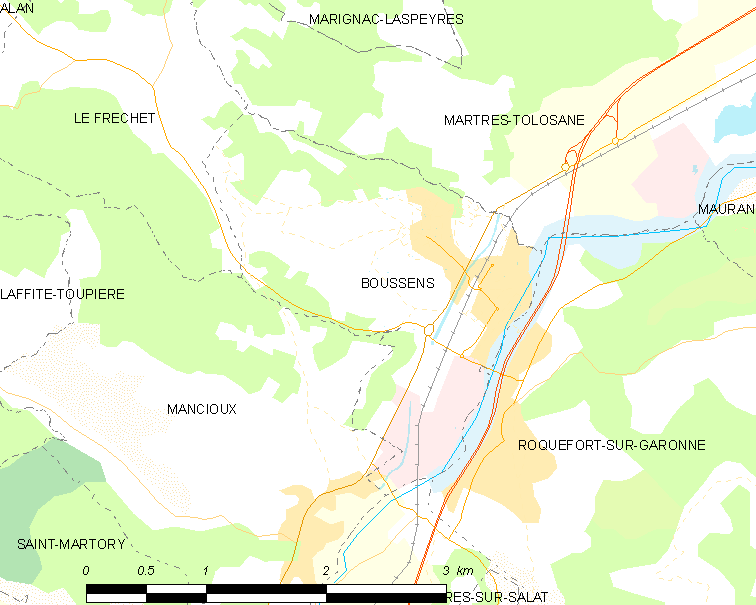
布桑斯的OSM定位图

## 行政
布桑斯的邮政编码为31360，INSEE市镇编码为31084。

## 政治
布桑斯所属的省级选区为卡泽尔县。

## 人口

1962-2008年间布桑斯人口变化图示

布桑斯于2022年1月1日时的人口数量为1108人。